# 苏利亚州
苏利亚州（西班牙語：Estado Zulia）是委内瑞拉的一个州。截至2007年，苏利亚州的估计人口是362.02万，是委内瑞拉的最大的人口州。马拉开波是苏利亚州的首府。该州位于委内瑞拉的西北部，北接委內瑞拉灣向北出口為加勒比海，東北臨法爾孔州，正東臨拉臘州，東南接特魯希略州以及梅里達州，南臨塔奇拉州，西臨哥倫比亞瓜希拉省、塞薩爾省、北桑坦德省。